# Brachevania kristenseni
Brachevania kristenseni är en stekelart som beskrevs av Turner 1927. Brachevania kristenseni ingår i släktet Brachevania och familjen hungersteklar. Inga underarter finns listade.